# 도연 (모델)
도연(1995년 11월 6일 ~ )은 대한민국에서 활동(2021년 8월 26일 ~)하는 SMMK소속 그라비아 모델이다.
2022년 4월 25일, 커뮤니티 가이드 라인 위반을 이유로 인스타그램 계정 정지 이후 새로운 계정을 만들었다.
서울특별시에서 태어났다.

## 상세
- 2021년 데뷔하여 SNS에서 활동 중인 것으로 알려져있다.
- Fantrie에서 Fanding으로 플랫폼을 이전하였다.
- 코스프레를 좋아하며 애니를 즐겨 본다.

- 화장하기를 좋아해서 본인은 강렬하거나 진한 화장을 선호하지만, 연하고 청순한 화장을 한 쪽이 반응이 훨씬 좋아 아쉽다고 함.